# Richard D. Ryder
Richard D. Ryder (født 1940) er en britisk psykolog som, efter at have udført psykologiske eksperimenter på dyr, begyndte at tale imod dyreforsøg og blev en af pionererne indenfor den moderne dyrefrigørelsesbevægelse. Han var Mellon Professor ved Tulane University, New Orleans, og er forfatter af Painism: A Modern Morality og Putting Morality Back into Politics.
Han er tidligere formand for Royal Society for the Prevention of Cruelty to Animals, og tidligere præsident for Britain's Liberal Democrat Animal Protection Group. Siden april 2004 har han været parlamentarisk konsulent for Political Animal Lobby.
Ryder var også bidragsyder til den indflydelsesrige Animals, Men and Morals: An Inquiry into the Maltreatment of Non-humans (1972) redigeret af Roslind og Stanley Godlovitch samt John Harris. Det var i en anmeldelse af denne bog for New York Review of Books at Peter Singer, nu Ira W. DeCamp Professor i bioetik ved Princeton University, fremsagde de grundlæggende argumenter, baseret på utilitarisme, som i 1975 blev til Animal Liberation, dyreretsbevægelsens "bibel".

## Speciesisme og painism
Ryder opfandt begrebet speciesisme i 1970 mens han lå i badet, og brugte det for første gang i en privat printet pamflet udgivet i Oxford samme år.
Han kalder sin nuværende synsvinkel på ikkemenneskers moralske status for painism (litt. "smertisme"), og mener at alle væsner som føler smerte fortjener rettigheder. Painism kan ses som en tredje vej mellem Peter Singers utilitaristiske synspunkt og Tom Regans deontologiske syn på rettigheder. Det kombinerer det utilitaristiske syn om at moralsk status kommer fra evnen til at føle smerte med rettighedssynet som forbyder os at bruge andre til at nå vores egne mål. [kilde mangler]
Han har kritiseret Regans kriterie om naturlig værdi, og siger at alle væsner som føler smerte har naturlig værdi. Han har også kritiseret den utilitaristiske ide om at udnyttelsen af andre kan retfærdiggøres hvis der er en samlet fremgang i glæde, og siger at: "Et af problemerne med det utilitaristiske syn er at for eksempel et offer for gruppevoldtægts lidelse kan retfærdiggøres hvis voldtægten giver voldtægtsmændene en større sum nydelse." [kilde mangler] Dette er dog senere blevet "rettet" i Singers præferenceutilitarisme.